# 2019冠狀病毒病天津市疫情
| 市辖区                                                     | 確診 | 死亡 | 痊癒 |
| 天津市                                                     | 962  | 3    | 567  |
| ---------------------------------------------------------- | ---- | ---- | ---- |
| 津南区                                                     | 292  | 0    | 2    |
| 宝坻区                                                     | 60   | 2    | 58   |
| 西青区                                                     | 16   | 0    | 5    |
| 河东区                                                     | 15   | 1    | 14   |
| 滨海新区                                                   | 13   | 0    | 13   |
| 河北区                                                     | 12   | 0    | 12   |
| 河西区                                                     | 10   | 0    | 4    |
| 南开区                                                     | 7    | 0    | 6    |
| 北辰区                                                     | 7    | 0    | 7    |
| 和平区                                                     | 6    | 0    | 6    |
| 东丽区                                                     | 5    | 0    | 4    |
| 宁河区                                                     | 4    | 0    | 4    |
| 红桥区                                                     | 3    | 0    | 2    |
| 武清区                                                     | 2    | 0    | 2    |
| 外地来津人员                                               | 6    | 0    | 6    |
| 境外输入人员                                               | 502  | 0    | 422  |
| 截至2022年1月17日 （確診個案數據包含已痊癒病例和死亡病例） |      |      |      |

2019冠狀病毒病天津市疫情，介紹在2019冠狀病毒病疫情中，在中华人民共和国天津市發生的情況。截至2022年1月17日，天津市累计报告2019冠狀病毒病确诊病例962例（含境外输入病例502例），其中死亡病例3例，出院病例567例，在院392例。
天津市在疫情爆发初期，于宝坻区百货大楼发生聚集性疫情，一度为此次疫情中的焦点。2020年11月，天津市滨海新区再度发生本土疫情，最后一例确诊患者已于12月28日出院。2022年1月，津南区发生本土聚集性疫情。

## 确诊病例

### 2020年
2020年1月21日，通報出现2例確診病例。分別是60歲女性及58歲男性，1月19日及1月14日從武漢返回天津就診後被隔離（參見：武漢市疫情）。
1月22日12时，通报新增2例确诊病例，均已在定点医院接受隔离治疗，生命体征平稳。患者中女性1例，67岁；男性1例，40岁，均有武汉工作史。
1月24日，天津市疾控中心公布2宗確診個案，患者為天津動車客運段乘務車間職工，是1月21日確診的其中一名患者的同事。同日，天津市卫健委通报新增1例新型冠状病毒感染的肺炎确诊病例，患者男性，46岁。
1月25日，天津市卫健委先后三次通报新增3例、1例、1例确诊病例。截至1月25日下午，天津市累计发现新型冠状病毒感染的肺炎病例10例，其中男性7例，女性3例；重症7例，轻症3例；无危重病例。
1月26日，天津市卫健委通报，新增3例新型冠状病毒感染的肺炎确诊病例。
同日，天津市卫健委通报，1月26日新增4例新型冠状病毒感染的肺炎确诊病例，之后四次通报28日分别新增病例3例、1例、4例和1例。
1月28日，天津市通报新增1例新型冠状病毒感染的肺炎确诊病例，确诊病例增至24例。其中男性19例，女性5例；重症17例，轻症7例；无危重及死亡病例。
1月29日上午，天津市通报新增1例新型冠状病毒感染的肺炎确诊病例；同日下午通报新增2例。
1月30日，天津市通报新增2例新型冠状病毒感染的肺炎确诊病例，均为天津市居民；确诊病例增至29例。其中男性23例，女性6例；重型13例，普通型16例；无危重及死亡病例。之后通报新增2例新型冠状病毒感染的肺炎确诊病例。1月31日通报新增1例。
2月1日，天津市卫健委先后三次通报新增2例、3例和3例确诊病例。在当日通报的3例病例中，均有回温州过年与一感染者共同进餐的情况。
2月2日，天津市卫健委先后两次通报新增4例和3例确诊病例。翌日通报2日出院1例。
2月3日，天津市卫健委先后两次通报新增6例和2例确诊病例。
2月4日，天津市卫健委通报3日新增确诊病例12例，其中和平区1例、宝坻区6例、南开区1例、宁河区1例、西青区1例；外地来津2例。
2月5日，天津市卫健委通报4日新增确诊病例4例，新增危重型病例1例，新增重型病例1例，新增出院病例1例。其中津南区为首次报告确诊病例。其它各区新增确诊病例中宝坻区2例、河西区1例。同日下午通报新增2例确诊病例，均为与宝坻区百货大楼有关的病情；新增1例死亡病例，系一名66岁女患者，1月22日曾到宝坻区百货大楼购物。
2月6日，天津市卫健委通报2月5日18时至2月6日12时，天津市新增新型冠状病毒感染的肺炎确诊病例9例，其中宝坻区6例、滨海新区1例、东丽区1例、西青区1例。同日，通報武清區人民醫院由於發熱門診流程管理不嚴，1宗確診個案令973人被管控隔離，醫院封院。
2月7日上午，天津市卫健委通报2月6日18时至22时，天津市新增1例新型冠状病毒感染的肺炎确诊病例，为北辰区病例（首次报告）。同日下午通报，至2月7日6时，天津市新增新型冠状病毒感染的肺炎确诊病例2例，均为宝坻区病例。
2月8日，天津市卫健委通报2月7日18时至2月8日6时，天津市新增新型冠状病毒感染的肺炎确诊病例7例，其中宝坻区6例、武清区1例。
2月9日，天津市卫健委通报新增危重型病例1例，新增出院病例2例。同日下午通报新增确诊病例2例（均为宝坻区病例，其中1例与宝坻区百货大楼有关）。同日晚，天津通报新增1例确诊病例，为宝坻区病例，无宝坻区百货大楼购物或逗留史。
2月11日，天津市卫健委通报，2月10日新增确诊病例4例，新增死亡病例1例。新增确诊病例中宝坻区3例、河东区1例。
2月12日，天津市卫健委通报，2月11日新增确诊病例11例，其中宝坻区4例、北辰区3例、河东区2例、河北区1例、南开区1例。
2月13日，天津市卫健委通报，2月12日新增确诊病例6例，新增出院病例1例。新增确诊病例中宝坻区4例、河北区1例、北辰区1例。
2月14日，天津市卫健委通报，2月13日新增确诊病例7例，新增死亡病例1例，新增出院病例10例。新增确诊病例中宝坻区3例、南开区2例、河东区1例、北辰区1例。
2月15日，天津市卫健委通报，2月14日新增确诊病例1例（武清区），新增出院病例11例。
2月16日，天津市卫健委通报，2月15日新增确诊病例2例（宝坻区），新增危重型病例1例，新增出院病例5例。
2月17日，天津市卫健委通报，2月16日新增确诊病例2例，新增出院病例8例。新增确诊病例中宝坻区1例、河东区1例。
2月18日，天津市卫健委通报，2月17日新增确诊病例1例（宝坻区），新增出院病例1例。
2月19日，天津市卫健委通报，2月18日新增确诊病例3例（宝坻区），新增出院病例2例。
2月20日，天津市卫健委通报，2月19日新增确诊病例2例（宝坻区），新增出院病例6例。
2月21日，天津市卫健委通报，2月20日新增确诊病例1例（宝坻区），新增出院病例5例。
2月22日，天津市卫健委通报，2月21日新增确诊病例2例（宝坻区），新增出院病例3例。
2月23日，天津市卫健委通报，2月22日新增确诊病例2例（宝坻区），新增出院病例3例。
2月24日，天津市卫健委通报，2月23日无新增确诊病例，新增出院病例16例。
2月25日，天津市卫健委通报，2月24日无新增确诊病例，新增出院病例6例。
2月26日，天津市卫健委通报，2月25日无新增确诊病例，新增出院病例4例。
2月27日，天津市卫健委通报，2月26日无新增确诊病例，新增出院病例5例。
2月28日，天津市卫健委通报，2月27日新增确诊病例1例（津南区），新增出院病例6例。新增确诊患者为天津市海河醫院呼吸與危重症醫學科副主任于洪志。
2月29日，天津市卫健委通报，2月28日无新增确诊病例，新增出院病例3例。
3月1日，天津市卫健委通报，2月29日无新增确诊病例，新增出院病例3例，另有2例确诊病例在出院后对其继续集中隔离观察期间核酸复检为阳性再次转入海河医院接受治疗。
3月2日，天津市卫健委通报，3月1日无新增确诊病例，新增出院病例2例。
3月3日，天津市卫健委通报，3月2日无新增确诊病例，新增出院病例7例。此外另有两例确诊病例出院后对其继续集中隔离观察期间核酸复检为阳性，已再次转入海河医院观察；第43例再次转入海河医院观察的确诊病例已于3月2日出院。
3月4日，天津市卫健委通报，3月3日无新增确诊病例，新增出院病例6例。
3月5日，天津市卫健委通报，3月4日无新增确诊病例，新增出院病例4例。
3月9日，天津市卫健委通报，3月8日无新增确诊病例，新增出院病例1例。
3月10日，天津市卫健委通报，3月9日无新增确诊病例，新增出院病例1例。
3月11日，天津市卫健委通报，3月10日新增出院病例1例。
3月12日，天津市卫健委通报，3月11日新增出院病例1例。
3月15日下午5时，天津市最后一例新冠肺炎确诊患者从天津市海河医院治愈出院，至此天津市已无本地确诊的在院病例。
3月19日，天津市报告境外输入确诊病例1例，为英国输入病例。该患者为23岁女子，天津市红桥区人，在英国伦敦留学。患者3月16日从英国伦敦搭乘LX451次航班到达瑞士苏黎世；16日从瑞士苏黎世搭乘LX160次航班于17日到达日本东京；17日从日本东京搭乘CA926次航班于18时40分到达北京首都国际机场，由北京疫情转运专车送至北京国展中心；18日凌晨乘天津疫情转运专车抵津，送至红桥区银泰酒店集中隔离点进行隔离医学观察。23时出现发热症状，后诊断为疑似病例；19日核酸检测结果为阳性；经市专家组诊断为确诊病例，分型为普通型，现已转至海河医院治疗。
3月23日，天津市报告境外输入确诊病例4例（中国籍3例、法国籍1例），均为法国输入。
3月24日，天津市报告境外输入确诊病例4例。
3月25日，天津市报告境外输入确诊病例2例。
3月26日，天津市报告境外输入确诊病例4例，其中三人搭乘国航CA982航班，另一人搭乘俄航SU204航班。稍后通报又有1例患者确诊。
3月27日，天津市报告境外输入确诊病例4例。
3月28日，天津市报告境外输入确诊病例2例。
3月29日，天津市报告境外输入确诊病例3例。
3月30日，天津市报告境外输入性新型冠状病毒肺炎确诊病例8例。
4月1日，天津市报告境外输入性新型冠状病毒肺炎确诊病例2例。
4月2日，天津市报告境外输入性新型冠状病毒肺炎确诊病例1例。
4月3日，天津市报告境外输入性新型冠状病毒肺炎确诊病例3例。
4月8日至10日，天津市各报告境外输入性新型冠状病毒肺炎确诊病例1例。
4月24日，天津市报告境外输入性新型冠状病毒肺炎确诊病例1例。
5月8日，天津市报告境外输入性新型冠状病毒肺炎确诊病例1例。
5月16日，天津市报告境外输入性新型冠状病毒肺炎确诊病例1例。
5月31日，天津市报告新增境外输入无症状感染者1例（德国籍）。
6月6日，天津市新增1例境外输入确诊病例。
6月9日，天津市新增1例境外输入确诊病例，来自美国。
6月10日，天津市新增1例境外输入确诊病例，来自美国。
6月12日，天津市新增1例境外输入确诊病例，来自塞尔维亚。
6月17日6时至18时，天津新增本地确诊病例1例。该病例的病毒全基因组测序结果与北京新发地市场相关病例的病毒序列完全相同，属于L基因型欧洲家系分支I，6月22日被初步判断为人传人。
6月21日6时至22日6时，天津市新增境外输入确诊病例1例，为西班牙输入病例。
7月4日，天津市新增1例境外输入新冠肺炎确诊病例，为美国输入病例。
7月11日，天津市报告境外输入性新型冠状病毒肺炎确诊病例4例。
7月25日，天津市报告境外输入性新型冠状病毒肺炎确诊病例1例，来自瑞典。
7月30日，天津市报告境外输入性新型冠状病毒肺炎确诊病例1例，来自美国。
8月15日，天津市新增报告2例境外输入性新型冠状病毒肺炎确诊病例。
8月16日18时至17日11时30分，天津市新增2例境外输入新冠肺炎确诊病例。
8月19日18时至20日12时，天津市新增5例境外输入新冠肺炎确诊病例，全部来自新加坡。
8月20日12时至18时，天津市新增2例境外输入新冠肺炎确诊病例，全部来自菲律宾。
8月22日18时至23时，天津市新增2例境外输入新冠肺炎确诊病例。
8月24日，天津市新增1例境外输入性新型冠状病毒肺炎确诊病例。
8月25日，天津市新增1例境外输入性新型冠状病毒肺炎确诊病例。
8月29日，天津市新增1例境外输入新冠肺炎确诊病例，来自美国。
8月29日18时至30日11时，天津市新增4例境外输入新冠肺炎确诊病例，均来自菲律宾货轮，船上21名船员均为菲律宾籍。
8月30日18时至31日11时，天津市新增4例境外输入新冠肺炎确诊病例，均为西班牙输入病例，均乘坐CA908航班入境。
9月2日18时至3日18时，天津市新增1例境外输入新冠肺炎确诊病例，来自菲律宾。
9月3日18时至4日12时，天津市新增1例境外输入新冠肺炎确诊病例，来自科特迪瓦。
9月6日18时至22时30分，天津市新增1例境外输入新冠肺炎确诊病例，来自几内亚。
9月6日22时30分至7日14时，天津市新增1例境外输入新冠肺炎确诊病例，来自西班牙。
9月12日12时至18时，天津市新增1例境外输入新冠肺炎确诊病例，来自乍得。
9月16日18时至17日18时，天津市新增境外输入新冠肺炎确诊病例3例，均来自菲律宾。
9月20日18时至21日14时，天津市新增境外输入新冠肺炎确诊病例1例，来自西班牙。
9月22日18时至22时，天津市新增境外输入新冠肺炎确诊病例1例，来自西班牙。
9月25日12时30分至18时，天津市新增境外输入新冠肺炎确诊病例1例，来自法国。
10月3日，天津市新增1例境外输入性新型冠状病毒肺炎确诊病例，来自尼日尔。
10月5日，天津市新增1例境外输入性新型冠状病毒肺炎确诊病例。
10月9日，天津市新增2例境外输入性新型冠状病毒肺炎确诊病例，均来自法国。
10月11日，天津市新增1例境外输入性新型冠状病毒肺炎确诊病例，来自西班牙。
10月15日，天津市新增2例境外输入性新型冠状病毒肺炎确诊病例，分别来自法国和乌克兰。
10月16日，天津市新增4例境外输入性新型冠状病毒肺炎确诊病例，其中2例来自乌克兰，其余分别来自捷克和匈牙利。
10月17日，天津市新增1例境外输入性新型冠状病毒肺炎确诊病例，来自俄罗斯。
10月18日，天津市新增2例境外输入性新型冠状病毒肺炎确诊病例，分别来自法国和乌克兰。
10月19日，天津市新增2例境外输入性新型冠状病毒肺炎确诊病例，分别来自西班牙和乌克兰。
10月23日，天津市新增3例境外输入性新型冠状病毒肺炎确诊病例，其中2例来自阿尔及利亚，其余1例来自哈萨克斯坦。
10月24日，天津市新增1例境外输入病例。
10月27日，天津市新增1例境外输入性确诊病例，来自捷克。
10月28日，天津市新增2例境外输入性新型冠状病毒肺炎确诊病例，分别来自西班牙和几内亚。
10月29日，天津市新增2例境外输入性新型冠状病毒肺炎确诊病例，分别来自菲律宾和几内亚。
10月30日，天津市新增5例境外输入性新型冠状病毒肺炎确诊病例，其中2例来自委内瑞拉，其余分别来自几内亚、法国和塞内加尔。
11月1日，天津市新增1例境外输入性新型冠状病毒肺炎确诊病例，来自摩洛哥。
11月2日，天津市新增2例境外输入性新型冠状病毒肺炎确诊病例，均来自西班牙。
11月5日，天津市新增2例境外输入性新型冠状病毒肺炎确诊病例，分别来自美国和法国。
11月7日，天津市滨海新区接到山东省德州市通报，经天津市从境外进口的冷冻食品外包装标本新冠病毒核酸检测呈阳性。天津市立即启动应急预案，对位于中新生态城的海联冷库相关冷冻食品、冷库、运输车辆等进行核酸检测，对密切接触者及密切接触者的密切接触者进行核酸检测并集中隔离。其中，一名冷库装卸工人和一个冷库门把手核酸检测结果呈阳性，其他人员及环境样本检测结果均为阴性。当日天津市还接到山西省太原市通报，当地某企业经天津口岸进口的冷冻食品外包装发现新冠病毒核酸检测阳性。天津市疾控部门随即对涉及的东丽区某冷库相关人员和冷库冷链食品、环境样本等进行紧急排查，相关核酸检测结果均为阴性。11月8日，天津市疾控中心通报核酸检测结果为阳性的海联冷库装卸工人确诊为天津市第138例本地病例，分型为普通型。该病例的毒株与北美3至6月份流行毒株高度近似，属于L基因型欧洲家系分支II（北美分支），与北京新发地疫情相似。天津市随后宣布全市已迅速進入戰時狀態，配合衞生健康委等相關部門落實早發現、早報告、早隔離、早治療和集中救治措施。
11月9日，天津市新增1名無症狀患者，為貨車司機，曾到第138宗本地確診病例所工作的濱海新區中新生態城海聯冷庫拉貨。当天天津市防疫新聞發布會上宣布，將濱海新區漢沽街道、中心漁港冷鏈物流區A區和B區劃定為中風險地區。此外，11月9日14时至18时，天津市新增境外输入新冠肺炎确诊病例1例，来自西班牙。
11月10日，天津濱海新區東疆港一名冷鏈從業人員被檢測出核酸檢測為陽性，經專家研判，患者為無症狀感染者。当天，天津市新增6例境外输入确诊病例，其中5例来自美国，1例来自法国。
11月11日，天津市防控指挥部通报，11月9日确诊的无症状感染者经天津市级专家组综合分析，确定为天津第139例本地新冠肺炎确诊病例。此外，天津市新增境外输入新冠肺炎确诊病例1例，来自阿尔及利亚。
11月13日，天津市新增境外输入新冠肺炎确诊病例2例，分别来自法国和几内亚。
11月14日，天津市新增境外输入新冠肺炎确诊病例2例，分别来自美国和乌克兰。
11月16日，天津市新增境外输入新冠肺炎确诊病例1例，来自西班牙。
11月17日，天津市疾控中心通报2名正在集中隔离医学观察期的冷链从业人员咽拭子样本新冠病毒核酸检测结果为阳性，两人均为天津本土第3例无症状感染者的密切接触者。当晚11时，天津市新增1例本土新冠肺炎确诊病例，即为17日下午通报的集中隔离医学观察期间新冠病毒核酸检测阳性者。
11月18日中午，天津市新增1例本土无症状感染者。当日24时起，天津东疆港区瞰海轩小区划定为中风险地区。
11月20日，天津東疆港區瞰海軒社區4名核酸檢測陽性的人員，均被診斷為本土新冠肺炎確診病例。当日凌晨2時起，瞰海軒社區被劃定為高風險地區。該社區以及與病例相關的泰達醫院等場所均已封控，感染者的密切接觸者正在隔離檢查。瞰海轩小区住户人员所涉及的工作单位，根据具体情况，采取全部或部分员工实施居家医学观察，并全员进行核酸检测，涉及幼儿园、中小学全部停课，日常频繁活动的公共场所全部停业。
11月20日下午5时，滨海新区疾控部门通报1名在海得润滋酒店集中隔离的人员咽拭子样本新冠病毒核酸检测阳性。转送至市定点医院，经市级专家组综合分析诊断为天津市本土第145例新冠肺炎确诊病例。同日，天津市卫健委疾控处处长韩金艳介绍，根据数据库对比基本判定，此次本土疫情基本是欧美流行株、或者是其他来自亚太地区的流行株，基本判定与进口冷链食品相关。
11月21日，天津市新增1例境外输入新冠肺炎确诊病例，来自几内亚。同日，滨海新区发布通报，确诊病例杨某某和杜某某接送孙女去的幼儿园，涉及的师生以及相关的家长181人都转移到了集中隔离点，并进行了核酸检测，核酸检测的结果都为阴性。当日起，天津市滨海新区启动全员核酸检测。截至22日19时，滨海新区大规模核酸检测筛查已出具核酸检测结果1002734份，全部为阴性。
11月22日，天津市新增1例境外输入性新型冠状病毒肺炎确诊病例。
11月23日，天津市第93例（本土第3例）无症状感染者在海河医院隔离医学观察期间，胸部CT检查肺内病变进展。经市级专家组综合分析确定为新冠肺炎确诊病例（普通型）。
11月24日，天津市疾控中心副主任张颖在第155场天津市新型冠状病毒肺炎疫情防控工作新闻发布会上称，天津市第138号病例和139号病例的感染来源为海联冷库11月5日出库的进口北美猪头，这批猪头也污染了与之同一批出库的德国进口猪肘，造成猪肘外包装的阳性。此外，张颖在新闻发布会上公布了瞰海轩小区病毒追溯结果。经过视频调查发现，第一例检测出冠状病毒核酸阳性的王某，在电梯内并未佩戴口罩，并出现咳嗽、打喷嚏的情况，最终导致病毒在小区内传播。发布会上还介绍，自11月24日24时起，天津市滨海新区汉沽街、中心渔港冷链物流区A区和B区风险等级调整为低风险地区。截至11月23日晚10时，天津滨海新区全员核酸检测采样工作全部结束，共检测2467411份，检测结果显示全部为阴性。
11月27日，天津市新增1例境外输入性新冠肺炎确诊病例，来自法国。
12月5日22時10分，天津市新增1例本土新冠肺炎確診病例。该患者为6岁女童，家住天津東疆港區瞰海軒，其祖父、祖母及父親均於11月19日確診。患兒作為密切接觸者，自11月20日起，一直與其母親在濱海新區集中隔離醫學觀察點隔離觀察。集中隔離期間，衛生健康部門一直監測患兒健康狀況，對其進行核酸檢測和血清抗體檢測。其咽拭子、痰、便標本已累計進行核酸檢測7次，均為陰性。11月27日，患兒出現鼻塞、流涕。12月2日，第3次血清抗體檢測，IgM呈陽性，IgG呈陰性。12月4日，第4次血清抗體檢測，IgM、IgG均呈陽性。12月5日，複查血清抗體IgM、IgG均為陽性，CT檢查發現左肺上葉輕度炎性病變。根據《新型冠狀病毒肺炎診療方案（試行第八版）》規定，患兒具有流行病學史，IgM、IgG均呈陽性，且具有新冠肺炎影像學特徵、實驗室檢查和臨床表現，符合新冠肺炎確診病例診斷標準，經天津市市級專家組綜合研判，確定其為天津市本土第147例新冠肺炎確診病例（普通型），現已送至天津市定點醫院進行進一步診治。
12月11日，天津市新增境外输入新冠肺炎确诊病例1例，来自法国。
12月15日，天津市新增1例境外输入新冠肺炎确诊病例（中国籍，境外输入无症状感染者转为确诊病例）。
12月18日，天津市新增1例境外输入性新冠肺炎确诊病例。
12月27日，天津市新增1例境外输入性新冠肺炎确诊病例。
12月28日，天津市新增1例境外输入性新冠肺炎确诊病例，治愈出院1人（本土病例），本土在院确诊患者清零。
12月29日，天津市新增3例境外输入确诊病例。

### 2021年
2021年1月1日，天津市新增3例境外输入性新冠肺炎确诊病例。
1月2日，天津市新增1例境外输入性新冠肺炎确诊病例。
1月3日，天津市新增1例境外输入性新冠肺炎确诊病例。
1月4日，天津市新增1例境外输入性新冠肺炎确诊病例。
1月5日，天津市新增1例境外输入性新冠肺炎确诊病例。
1月9日，天津市新增4例境外输入性新冠肺炎确诊病例。
1月10日，天津市新增2例境外输入性新冠肺炎确诊病例。
1月11日，天津市新增2例境外输入性新冠肺炎确诊病例。
1月15日，天津市新增3例境外输入性新冠肺炎确诊病例。
1月16日，天津市新增1例境外输入新冠肺炎确诊病例。
1月17日，天津市新增1例境外输入性新冠肺炎确诊病例。
1月18日，天津市疾控中心在对入境新冠肺炎阳性人员鼻咽拭子样本进行基因测序监测中，发现1株病毒为英国发现的变异株，1月21日，经中国疾控中心复核，确认为英国发现的新冠病毒变异株，这是天津境外输入新冠肺炎确诊病例中，首次检出英国发现的新冠病毒变异株，且与近期国内其他省份本地病例的病毒无关联。
1月19日，天津市新增1例境外输入性新冠肺炎确诊病例。
1月20日，天津市新增5例境外输入性新冠肺炎确诊病例。
1月23日，天津市新增1例境外输入性新冠肺炎确诊病例。
1月24日，天津市新增2例境外输入性新冠肺炎确诊病例。
1月26日，天津市新增2例境外输入性新冠肺炎确诊病例。
1月27日，天津市新增2例境外输入性新冠肺炎确诊病例。
1月28日，天津市新增1例境外输入性新冠肺炎确诊病例。
1月31日，天津市新增1例境外输入性新冠肺炎确诊病例。
2月4日，天津市新增1例境外输入性新冠肺炎确诊病例。
2月5日，天津市新增1例境外输入性新冠肺炎确诊病例。
2月9日，天津市新增1例境外输入性新冠肺炎确诊病例。
2月12日，天津市新增1例境外输入性新冠肺炎确诊病例。
2月14日，天津市新增1例境外输入性新冠肺炎确诊病例。
2月19日，天津市新增2例境外输入性新冠肺炎确诊病例。
2月21日，天津市新增1例境外输入性新冠肺炎确诊病例。
2月23日，天津市新增1例境外输入性新冠肺炎确诊病例。
2月24日，天津市新增1例境外输入性新冠肺炎确诊病例。
2月26日，天津市新增1例境外输入性新冠肺炎确诊病例。
3月1日，天津市新增1例境外输入性新冠肺炎确诊病例。
3月5日，天津市新增3例境外输入性新冠肺炎确诊病例。
3月12日，天津市新增1例境外输入性新冠肺炎确诊病例。
3月14日，天津市新增1例境外输入性新冠肺炎确诊病例。
3月15日，天津市新增1例境外输入性新冠肺炎确诊病例。
3月17日，天津市新增3例境外输入性新冠肺炎确诊病例。
3月18日，天津市新增1例境外输入性新冠肺炎确诊病例。
3月20日，天津市新增2例境外输入性新冠肺炎确诊病例。
3月23日，天津市新增2例境外输入性新冠肺炎确诊病例。
3月27日，天津市新增1例境外输入性新冠肺炎确诊病例。
4月3日，天津市新增1例境外输入性新冠肺炎确诊病例。
4月4日，天津市新增1例境外输入新冠肺炎确诊病例。
4月10日，天津市新增1例境外输入性新冠肺炎确诊病例。
4月13日，天津市新增1例境外输入性新冠肺炎确诊病例。
4月17日，天津市新增2例境外输入性新冠肺炎确诊病例。
4月18日，天津市新增1例境外输入性新冠肺炎确诊病例。
4月20日，天津市新增2例境外输入性新冠肺炎确诊病例。
4月21日，天津市新增1例境外输入新冠肺炎确诊病例。
4月24日，天津市新增1例境外输入新冠肺炎确诊病例。
4月27日，天津市新增1例境外输入性新冠肺炎确诊病例。
5月4日，天津市新增1例境外输入性新冠肺炎确诊病例。
5月7日，天津市新增境外输入新冠肺炎确诊病例1例。
5月12日，天津市新增1例境外输入性新冠肺炎确诊病例。
5月19日，天津市新增1例境外输入性新冠肺炎确诊病例。
5月22日，天津市新增1例境外输入性新冠肺炎确诊病例。
5月23日，天津市新增1例境外输入性新冠肺炎确诊病例。
5月24日，天津市新增2例境外输入性新冠肺炎确诊病例。
6月5日，天津市新增1例境外输入新冠肺炎确诊病例。
6月7日，天津市新增1例境外输入性新冠肺炎确诊病例。
6月11日，天津市新增1例境外输入性新冠肺炎确诊病例。
6月12日，天津市新增2例境外输入性新冠肺炎确诊病例。
6月17日，天津市新增1例境外输入性新冠肺炎确诊病例。
6月24日，天津市新增1例境外输入性新冠肺炎确诊病例。
6月26日，天津市新增1例境外输入新冠肺炎确诊病例（中国籍、刚果（布）输入）。
7月2日18时至7月3日18时，天津市新增1例境外输入新冠肺炎确诊病例（中国籍、巴西输入）。
7月6日，天津市新增2例境外输入性新冠肺炎确诊病例。
7月9日，天津市新增2例境外输入新冠肺炎确诊病例（中国籍1例、波兰籍1例，均为波兰输入）。
7月12日，天津市新增1例境外输入新冠肺炎确诊病例（中国籍、西班牙输入）。
7月13日，天津市新增1例境外输入性新冠肺炎确诊病例。
7月15日，天津市新增4例境外输入性新冠肺炎确诊病例。
7月19日，天津市新增3例境外输入性新冠肺炎确诊病例。
7月22日，天津市新增1例境外输入性新冠肺炎确诊病例。
7月23日，天津市新增1例境外输入新冠肺炎确诊病例。
7月24日，天津市新增1例境外输入性新冠肺炎确诊病例。
7月27日，天津市新增1例境外输入性新冠肺炎确诊病例。
7月30日，天津市新增1例境外输入新冠肺炎确诊病例（中国籍，西班牙输入）。
7月31日，天津市新增3例境外输入性新冠肺炎确诊病例。新增1例无症状感染者（境外输入）。
8月2日，天津市新增3例境外输入性新冠肺炎确诊病例。
8月3日，天津市新增1例境外输入性新冠肺炎确诊病例（为无症状感染者转归）。
8月5日，天津市新增1例境外输入性新冠肺炎确诊病例。
8月6日，天津市新增5例境外输入性新冠肺炎确诊病例。新增4例无症状感染者（境外输入）。
8月10日，天津市新增1例境外输入性新冠肺炎确诊病例。
8月13日，天津市新增2例境外输入性新冠肺炎确诊病例。
8月14日，天津市新增3例境外输入性新冠肺炎确诊病例。
8月15日，天津市新增1例境外输入性新冠肺炎确诊病例。
8月17日，天津市新增3例境外输入性新冠肺炎确诊病例。
8月18日，天津市新增11例境外输入性新冠肺炎确诊病例。
8月19日，天津市新增1例境外输入性新冠肺炎确诊病例。
8月20日，天津市新增1例境外输入性新冠肺炎确诊病例。
8月21日，天津市新增1例境外输入性新冠肺炎确诊病例。
8月22日，天津市新增3例境外输入性新冠肺炎确诊病例。
8月23日，天津市新增1例境外输入性新冠肺炎确诊病例。
8月24日，天津市新增1例境外输入新冠肺炎确诊病例（为轻型，由无症状感染者转归）。
8月25日，天津市新增1例境外输入性新冠肺炎确诊病例。
8月26日，天津市新增1例境外输入性新冠肺炎确诊病例。
8月28日，天津市新增4例境外输入新冠肺炎确诊病例，轻型1例，普通型3例，均为中国籍，毛里塔尼亚输入1例，刚果（布）输入1例，几内亚输入2例。
8月29日，天津市新增2例境外输入性新冠肺炎确诊病例。
8月30日，天津市新增1例境外输入新冠肺炎确诊病例（轻型，为无症状感染者转归）。
8月31日，天津市新增2例境外输入性新冠肺炎确诊病例。
9月3日，天津市新增1例境外输入性新冠肺炎确诊病例。
9月4日，天津市新增2例境外输入性新冠肺炎确诊病例。
9月11日，天津市新增1例境外输入性新冠肺炎确诊病例。
9月14日，天津市新增1例境外输入性新冠肺炎确诊病例。
9月18日，天津市新增1例境外输入性新冠肺炎确诊病例。
9月22日，天津市新增3例境外输入性新冠肺炎确诊病例。
9月24日，天津市新增1例境外输入新冠肺炎确诊病例（轻型，中国籍，津巴布韦输入）。
9月26日，天津市新增1例境外输入性新冠肺炎确诊病例。
9月27日，天津市新增1例境外输入性新冠肺炎确诊病例。
10月1日，天津市新增3例境外输入性新冠肺炎确诊病例。
10月7日，天津市新增2例境外输入性新冠肺炎确诊病例。
10月8日，天津市新增2例境外输入性新冠肺炎确诊病例。
10月12日，天津市新增1例境外输入性新冠肺炎确诊病例。
10月13日，天津市新增3例境外输入性新冠肺炎确诊病例。
10月14日，天津市新增2例境外输入性新冠肺炎确诊病例。
10月22日，天津市新增1例境外输入性新冠肺炎确诊病例。
10月24日，天津市新增1例境外输入性新冠肺炎确诊病例。
10月26日，天津市新增1例境外输入性新冠肺炎确诊病例。
10月30日，天津市新增1例境外输入新冠肺炎确诊病例（中国籍，普通型，美国输入）。
11月1日，天津市新增1例境外输入新冠肺炎确诊病例（轻型，为无症状感染者转归）。
11月4日，天津新增1例境外输入新冠肺炎确诊病例（普通型，中国籍，新加坡输入）。
11月5日，天津市新增1例境外输入性新冠肺炎确诊病例。
11月8日，天津市新增2例境外输入性新冠肺炎确诊病例。
11月10日，天津市新增1例境外输入性新冠肺炎确诊病例。
11月12日，天津市新增3例境外输入性新冠肺炎确诊病例。
11月13日，天津市新增5例境外输入性新冠肺炎确诊病例。
11月16日，天津市新增1例境外输入性新冠肺炎确诊病例。
11月17日，天津市新增8例境外输入性新冠肺炎确诊病例。
11月20日，天津新增确诊病例1例、无症状感染者3例，均为境外输入。
11月25日，天津市新增1例境外输入性新冠肺炎确诊病例。
11月26日，天津市新增1例境外输入性新冠肺炎确诊病例。
11月29日，天津市新增1例境外输入新冠肺炎确诊病例（普通型，中国籍，波兰输入）。
12月1日，天津市新增1例境外输入性新冠肺炎确诊病例。
12月2日，天津市新增1例境外输入新冠肺炎确诊病例（轻型，中国籍，波兰输入）。
12月4日，天津市新增2例境外输入新冠肺炎确诊病例（普通型，中国籍，意大利输入，1例当日由无症状感染者转归）。
12月7日，天津市新增1例境外输入性新冠肺炎确诊病例。
12月8日，天津市新增1例境外输入性新冠肺炎确诊病例。
12月9日，天津市新增1例境外输入性新冠肺炎无症状感染者（波兰籍，波兰输入）。12月13日，天津市疾控中心在对其呼吸道标本进行全基因组测序和序列分析并经中国疾病预防控制中心复核后，确认检出奥密克戎变异株，为中国大陆首例。
12月17日，天津市新增2例境外输入性新冠肺炎确诊病例。
12月18日，天津市新增1例境外输入性新冠肺炎确诊病例。
12月19日，天津市新增1例境外输入性新冠肺炎确诊病例。
12月20日，天津市新增1例境外输入性新冠肺炎确诊病例。
12月21日，一名從浙江绍兴返回天津的人員在天津被確診為新冠肺炎确诊病例普通型。当日天津市新增2例境外输入性新冠肺炎确诊病例。
12月22日，天津市新增1例境外输入性新冠肺炎确诊病例。
12月24日，天津市新增9例境外输入性新冠肺炎确诊病例。
12月25日，天津市新增8例境外输入性新冠肺炎确诊病例。
12月26日，天津市新增2例境外输入性新冠肺炎确诊病例。
12月27日，天津市新增1例境外输入性新冠肺炎确诊病例。
12月28日，天津市新增7例境外输入性新冠肺炎确诊病例。
12月29日，天津市新增4例境外输入性新冠肺炎确诊病例。
12月30日，天津市新增4例境外输入性新冠肺炎确诊病例。
12月31日，天津市新增9例境外输入性新冠肺炎确诊病例。

### 2022年
1月1日，天津市新增5例境外输入性新冠肺炎确诊病例。
1月2日，天津市新增2例境外输入性新冠肺炎确诊病例。
1月3日，天津市新增1例境外输入性新冠肺炎确诊病例。
1月4日，天津市新增5例境外输入性新冠肺炎确诊病例。
1月5日，天津市新增4例境外输入性新冠肺炎确诊病例。
1月6日，天津市新增9例境外输入性新冠肺炎确诊病例。
1月7日，天津市新增9例境外输入性新冠肺炎确诊病例。
1月8日，津南区发现两例本土新冠病毒阳性感染者，根据其核酸检测结果、临床表现、血液检查和CT检查结果，专家组综合研判确定二人均为本土新增确诊病例（均为轻型）。当日晚上，天津市在密切接触者中又检出18例新冠病毒感染者，均已转运至定点医院实施隔离救治。天津市疾病预防控制中心经分析比对，并经中国疾控中心确认，其中2例本土病例新冠病毒均属于VOC/Omicron变异株（BA.1进化分支），属于同一传播链，与天津市已发现的境外输入病例奥密克戎变异株序列均不能确认为同一传播链。当日天津市新增3例本土新冠肺炎确诊病例。新增1例境外输入性新冠肺炎确诊病例。天津市新增阳性感染者多为中小学生。
1月8日21时至1月9日21时，天津市津南区疾病预防控制中心报告，20名新冠病毒核酸检测人员咽拭子样本核酸检测结果为阳性，已转运至市定点医院做进一步诊断治疗。当日天津市新增21例本土新冠肺炎确诊病例（均在津南区）。新增4例境外输入性新冠肺炎确诊病例。新增2例本土无症状感染者。
1月10日，天津市新增10例本土新冠肺炎确诊病例（均在津南区）。新增8例境外输入性新冠肺炎确诊病例。新增11例本土无症状感染者。
1月11日，天津市新增33例本土新冠肺炎确诊病例。新增4例境外输入性新冠肺炎确诊病例。新增3例本土无症状感染者。
1月12日，天津市新增41例本土新冠肺炎确诊病例。新增6例境外输入性新冠肺炎确诊病例。新增5例本土无症状感染者。
1月13日，天津市新增34例本土新冠肺炎确诊病例（含1例由无症状感染者转为确诊病例）。新增3例境外输入性新冠肺炎确诊病例（含1例由无症状感染者转为确诊病例）。新增1例本土无症状感染者。
1月14日，天津市新增39例本土新冠肺炎确诊病例（含1例由无症状感染者转为确诊病例）。新增2例境外输入性新冠肺炎确诊病例。
1月15日，天津市新增33例本土新冠肺炎确诊病例（含6例由无症状感染者转为确诊病例）。新增1例境外输入性新冠肺炎确诊病例。
1月16日，天津市新增80例本土新冠肺炎确诊病例。
1月17日，天津新增18例本土新冠确诊病例。
1月18日，天津市新增14例本土新冠肺炎确诊病例。
1月19日，天津市新增14例本土新冠肺炎确诊病例。
1月20日，天津市新增8例本土新冠肺炎确诊病例。
1月21日，天津市新增6例本土新冠肺炎确诊病例。
1月22日，天津市新增5例本土新冠肺炎确诊病例。
1月23日，天津市新增1例本土新冠肺炎确诊病例。新增2例境外输入性新冠肺炎确诊病例。
1月24日，天津市新增1例本土新冠肺炎确诊病例。
1月25日，天津市无新增本土新冠肺炎确诊病例。新增2例境外输入性新冠肺炎确诊病例。
1月26日，河北区新增1例新冠肺炎确诊病例。
1月27日，天津市新增4例本土新冠肺炎确诊病例。
1月28日，天津市新增5例本土新冠肺炎确诊病例，新增1例境外输入性新冠肺炎确诊病例。
1月29日，天津市新增4例本土新冠肺炎确诊病例。
1月30日，天津市新增11例本土新冠肺炎确诊病例。
1月31日，天津市新增7例本土新冠肺炎确诊病例。新增2例境外输入性新冠肺炎确诊病例。
2月1日，天津新增本土12例病例。
2月2日，天津市新增9例新冠病毒阳性感染者。其中河北区3例，为管控人员筛查发现；滨海新区2例，为管控人员筛查发现（与河北区疫情关联）；河东区2例，与昨日确诊病例为同一家庭，为管控人员筛查发现；红桥区2例，系发热门诊主动就医筛查发现（与河北区疫情关联）。另新增1例境外输入性新冠肺炎确诊病例。
2月3日，天津市新增4例本土新冠肺炎确诊病例。
2月4日，天津市新增2例本土新冠肺炎确诊病例。新增1例境外输入性新冠肺炎确诊病例。
2月5日，天津市新增2例本土新冠肺炎确诊病例。
2月6日，天津市新增1例本土新冠肺炎确诊病例。
2月7日，天津市新增1例本土新冠肺炎确诊病例。新增1例境外输入性新冠肺炎确诊病例。
2月8日，天津市无新增本土新冠肺炎确诊病例。新增1例境外输入性新冠肺炎确诊病例。
2月10日，天津市新增1例境外输入性新冠肺炎确诊病例。
2月11日，天津市新增1例境外输入性新冠肺炎确诊病例。
2月12日，天津市西青区新增1例确诊病例（轻型），系辽宁省葫芦岛市绥中县返津人员，在居家隔离期间核酸检测发现。该病例因在明知其来自疫区且自身出现症状的情况下，应当主动报备而未报备，仍然多次出入公共场所，造成疫情传播的重大隐患，2月13日天津市公安局西青分局以涉嫌妨害传染病防治罪对确诊患者进行立案侦查，后被取保候审。
2月14日18时至15日18时，天津市新增1例境外输入新冠肺炎确诊病例（普通型，乌克兰输入）。
2月17日18时至18日18时，天津市新增3例境外输入新冠肺炎确诊病例（均为中国籍，普通型2例，轻型1例, 均为波兰输入）。
2月18日18时至19日18时，天津市新增1例境外输入新冠肺炎确诊病例（中国籍，普通型, 加纳输入）。
2月19日18时至20日18时，天津市新增1例境外输入新冠肺炎确诊病例（中国籍，轻型，捷克输入）。
2月22日，天津市新增3例境外输入性新冠肺炎确诊病例。
2月23日，天津市新增1例境外输入性新冠肺炎确诊病例。
2月24日，天津市新增1例本土新冠肺炎确诊病例，确诊患者为天津滨海国际机场一名保洁人员，其定期新冠病毒核酸检测结果呈阳性。
2月25日，天津市新增6例境外输入性新冠肺炎确诊病例。
2月26日，天津市在“愿检尽检”人员中检出1例新冠病毒核酸初筛阳性，天津市疾控中心实验室复核检测结果呈阳性，后确定为本土新冠肺炎确诊病例（普通型）。截至26日18时，天津市新增本土新冠病毒感染者4例，其中确诊病例1例（普通型）。
2月25日18时至26日18时，天津市新增4例境外输入新冠肺炎确诊病例（普通型2例、轻型2例，其中英国输入1例、意大利输入1例，日本输入1例，布基纳法索输入1例）。
2月27日，天津市新增9例本土新冠肺炎确诊病例，新增1例本土无症状感染者。
2月28日，天津市新增6例本土新冠肺炎确诊病例（其中2例为先前通报无症状感染者转为确诊病例）。新增1例境外输入性新冠肺炎确诊病例。
3月1日，天津市新增1例本土新冠肺炎确诊病例。新增3例境外输入性新冠肺炎确诊病例。
3月2日，天津市新增1例本土新冠肺炎确诊病例。新增1例境外输入性新冠肺炎确诊病例。
3月3日，天津市新增1例本土新冠肺炎确诊病例。新增3例境外输入性新冠肺炎确诊病例。
3月4日，天津市新增3例本土新冠肺炎确诊病例。新增11例境外输入性新冠肺炎确诊病例。
3月5日，天津市新增1例境外输入性新冠肺炎确诊病例（为无症状感染者转为确诊病例）。
3月6日，天津市新增1例境外输入新冠肺炎确诊病例（轻型，中国籍，菲律宾输入）。
3月7日，天津市新增3例本土新冠肺炎确诊病例。新增3例境外输入性新冠肺炎确诊病例。
3月8日，西青区在对一建筑工地工作人员进行核酸筛查中发现4例新冠病毒阳性感染者，已转运至市定点医院。截至3月8日24时，天津市新增12例本土新冠肺炎确诊病例。
3月9日，天津市疾控部门报告21名本土新冠病毒核酸检测阳性感染者，其中确诊病例19例（轻型17例，普通型2例），无症状感染者2例。
3月10日，天津市新增18例本土新冠肺炎确诊病例（其中1例为无症状感染者转为确诊病例）。新增6例境外输入性新冠肺炎确诊病例（其中1例为无症状感染者转为确诊病例）。
3月11日，天津市新增35例本土新冠肺炎确诊病例，新增2例境外输入性新冠肺炎确诊病例，新增6例本土无症状感染者。
3月12日，天津市新增17例本土新冠肺炎确诊病例。新增6例境外输入性新冠肺炎确诊病例（其中2例为无症状感染者转为确诊）。新增9例本土无症状感染者，新增5例境外输入无症状感染者。
3月13日，天津市新增40例本土新冠肺炎确诊病例（含2例无症状感染者转为确诊病例）。新增5例境外输入性新冠肺炎确诊病例。新增12例本土无症状感染者，新增6例境外输入无症状感染者。
3月14日，天津市新增51例本土新冠肺炎确诊病例（含8例无症状感染者转为确诊病例）。新增3例境外输入性新冠肺炎确诊病例（含2例无症状感染者转为确诊病例）。新增4例本土无症状感染者。
3月15日，天津市新增51例本土新冠肺炎确诊病例（含4例无症状感染者转为确诊病例）。新增2例境外输入性新冠肺炎确诊病例（含1例无症状感染者转为确诊病例）。新增17例本土无症状感染者。
3月16日，天津市新增48例本土新冠肺炎确诊病例（含5例无症状感染者转为确诊病例）。新增10例境外输入性新冠肺炎确诊病例（含1例无症状感染者转为确诊病例）。新增7例本土无症状感染者，新增2例境外输入无症状感染者。
3月17日，天津市新增61例本土新冠肺炎确诊病例（含5例无症状感染者转为确诊病例）。新增2例境外输入性新冠肺炎确诊病例。新增2例本土无症状感染者，新增2例境外输入无症状感染者。
3月18日，天津市新增28例本土新冠肺炎确诊病例（含3例无症状感染者转为确诊病例）。新增1例境外输入性新冠肺炎确诊病例。
3月19日，天津市新增21例本土新冠肺炎确诊病例（含4例无症状感染者转为确诊病例）。新增4例境外输入性新冠肺炎确诊病例。
3月20日，天津市新增18例本土新冠肺炎确诊病例（含6例无症状感染者转为确诊病例）。新增4例境外输入性新冠肺炎确诊病例（含1例无症状感染者转为确诊病例）。新增7例本土无症状感染者，新增2例境外输入无症状感染者。
3月21日，天津市新增8例本土新冠肺炎确诊病例。新增1例境外输入性新冠肺炎确诊病例（为无症状感染者转为确诊病例）。新增28例本土无症状感染者。
3月22日，天津市新增24例本土新冠肺炎确诊病例。新增4例境外输入性新冠肺炎确诊病例。新增23例本土无症状感染者。
3月23日，天津市新增29例本土新冠肺炎确诊病例（含1例无症状感染者转为确诊病例）。无新增境外输入性新冠肺炎确诊病例。新增48例本土无症状感染者，新增3例境外输入无症状感染者。
3月24日，天津市新增25例本土新冠肺炎确诊病例（含3例无症状感染者转为确诊病例），新增42例本土无症状感染者，新增2例境外输入无症状感染者。
3月25日，天津市新增35例本土新冠肺炎确诊病例（含12例无症状感染者转为确诊病例）。新增32例本土无症状感染者，新增5例境外输入无症状感染者。
3月26日，天津市新增16例本土新冠肺炎确诊病例（含6例无症状感染者转为确诊病例）。新增1例境外输入性新冠肺炎确诊病例（为无症状感染者转为确诊病例）。新增30例本土无症状感染者，新增4例境外输入无症状感染者。
3月27日，天津市新增8例本土新冠肺炎确诊病例（含2例无症状感染者转为确诊病例），新增8例本土无症状感染者。當天天津全員核酸檢測。
3月28日，天津市新增7例本土新冠肺炎确诊病例（含4例无症状感染者转为确诊病例），新增10例本土无症状感染者。
3月29日，天津市新增2例本土新冠肺炎确诊病例（含1例无症状感染者转为确诊病例）。新增6例本土无症状感染者，新增8例境外输入无症状感染者。
3月30日，天津市新增4例本土新冠肺炎确诊病例（含2例无症状感染者转为确诊病例）。新增2例本土无症状感染者，新增9例境外输入无症状感染者。
3月31日，天津市新增1例本土新冠肺炎确诊病例（为无症状感染者转为确诊病例）。新增3例本土无症状感染者，新增1例境外输入无症状感染者。
4月1日，天津市新增1例本土新冠肺炎确诊病例（为无症状感染者转为确诊病例）。
4月2日，天津市新增1例本土新冠肺炎确诊病例，新增3例本土无症状感染者，新增4例境外输入无症状感染者。
4月3日，天津市新增2例本土无症状感染者，新增1例境外输入无症状感染者。
4月4日，天津市新增2例本土新冠肺炎确诊病例（其中1例为无症状感染者转为确诊病例）。新增1例境外输入性新冠肺炎确诊病例（为无症状感染者转为确诊病例）。新增4例本土无症状感染者，新增1例境外输入无症状感染者。
4月5日，天津市新增3例本土新冠肺炎确诊病例（其中2例为无症状感染者转为确诊病例）。新增1例境外输入性新冠肺炎确诊病例。新增5例本土无症状感染者，新增3例境外输入无症状感染者。
4月6日，天津市新增4例本土无症状感染者。
4月7日，天津市新增1例境外输入性新冠肺炎确诊病例。
4月8日，天津市新增1例本土无症状感染者，新增1例境外输入无症状感染者。
4月9日，天津市新增1例境外输入性新冠肺炎确诊病例。新增1例本土无症状感染者，新增4例境外输入无症状感染者。
4月11日，天津市新增1例本土无症状感染者。
4月12日，天津市新增1例本土新冠肺炎确诊病例，新增1例本土无症状感染者，新增8例境外输入无症状感染者。
4月14日，天津市新增1例本土新冠肺炎确诊病例，新增1例本土无症状感染者，新增3例境外输入无症状感染者。
4月24日，天津市新增1例本土新冠肺炎确诊病例（援沪返津人员）。新增1例境外输入性新冠肺炎确诊病例。
4月25日，天津市新增2例本土无症状感染者，系上海市来津人员和河北省唐山市来津人员。
4月27日，天津市新增1例境外输入性新冠肺炎确诊病例。
4月30日，天津市报告1名本土核酸检测阳性感染者，系上海返外省人员，4月1日至30日于上海市居家隔离；4月30日4:00与家人自上海市自驾返回黑龙江省；途经天津市时，自觉不适，4月30日14:33拨打120急救电话报备，后于天津市轻纺高速服务区等待转运；15:00乘坐120闭环转运至天津市第五中心医院发热门诊。
5月1日，天津市新增1例境外输入性新冠肺炎确诊病例，新增3例境外输入无症状感染者。
5月12日，天津市新增一名阳性感染者，为北京自驾来津人员。该人员在北京亦庄某公司工作，5月11日自北京大兴自驾来津从事修路等工作。
5月13日0时至18时，天津市疾控部门报告2名新冠病毒核酸检测阳性感染者，均已转运至市定点医院，均系闭环管理的重点从业人员定期筛查发现。
5月15日，天津市开展全市全员核酸检测，共发现20:1混管阳性17管，其中北辰区8管，东丽区9管，其他人员检测结果均为阴性。截至5月16日6时，经过单人单采复核检测，已确定阳性感染者4人，均来自北辰区。截至5月16日18时，天津本轮本土疫情累计发现感染者28例，其中，北辰区18例，东丽区10例。经流行病学调查显示，东丽区、北辰区部分病例具有东丽区金钟街格呈冷库务工史，初步考虑本轮本土疫情与污染的进口冷链食品关联。
5月17日，天津市新增16例本土新冠肺炎确诊病例（其中10例为无症状感染者转为确诊病例），新增39例本土无症状感染者。
5月18日，天津市新增7例本土新冠肺炎确诊病例（其中4例为无症状感染者转为确诊病例）。新增1例境外输入性新冠肺炎确诊病例。新增26例本土无症状感染者，新增1例境外输入无症状感染者。
5月19日，天津市新增8例本土新冠肺炎确诊病例（其中4例为无症状感染者转为确诊病例），新增11例本土无症状感染者。
5月20日，天津市新增6例本土新冠肺炎确诊病例，新增17例本土无症状感染者。
5月21日，天津市新增36例本土新冠肺炎确诊病例（其中12例为无症状感染者转为确诊病例），新增20例本土无症状感染者。
5月22日，天津市新增32例本土新冠肺炎确诊病例（其中20例为无症状感染者转为确诊病例），新增15例本土无症状感染者。
5月23日，天津市疾控部门报告18名本土新冠病毒核酸检测阳性感染者。其中，确诊病例10例，无症状感染者8例。
5月24日，天津市疾控部门报告17名本土新冠病毒核酸检测阳性感染者。其中，确诊病例6例，无症状感染者11例。
5月25日，天津市疾控部门报告18名本土新冠病毒核酸检测阳性感染者。其中，确诊病例9例，无症状感染者9例。
5月26日，天津市疾控部门报告9名本土新冠病毒核酸检测阳性感染者。其中，确诊病例6例，无症状感染者3例。
5月27日，天津市全市范围开展全员核酸检测，市民在当时居住地保持原地相对静止。当日天津市疾控部门报告7名本土新冠病毒核酸检测阳性感染者。其中，确诊病例4例，无症状感染者3例。
5月28日，天津市疾控部门报告11名本土新冠病毒核酸检测阳性感染者。其中，确诊病例7例，无症状感染者4例。
5月29日，天津市疾控部门报告6名本土新冠病毒核酸检测阳性感染者，均为确诊病例。
5月30日，天津市疾控部门报告5名本土新冠病毒核酸检测阳性感染者，均为无症状感染者。上述5人均为管控人员筛查发现，社会面零新增。
6月1日，天津新增5名本土阳性感染者，均为无症状感染者。上述5人均系滨海新区管控人员筛查发现，系外省市输入本市关联病例。
6月2日，天津新增3名本土阳性感染者，均为无症状感染者。上述3人均系管控人员筛查发现。
6月4日，天津市新增1例境外输入确诊病例。
6月5日，天津市新增1例境外输入确诊病例。
6月6日，新增1例境外输入新冠肺炎确诊病例。
6月11日，新增1例境外输入新冠肺炎确诊病例。
6月12日，新增2例境外输入新冠肺炎确诊病例。
6月14日，新增1例境外输入新冠肺炎确诊病例。
6月19日，新增3例境外输入新冠肺炎确诊病例。
6月20日，新增1例境外输入新冠肺炎确诊病例。
6月21日，新增4例境外输入新冠肺炎确诊病例。
6月23日，新增1例境外输入新冠肺炎确诊病例。
6月24日，新增1例境外输入新冠肺炎确诊病例。
6月25日，新增8例境外输入新冠肺炎确诊病例。
6月26日，新增5例境外输入新冠肺炎确诊病例。
6月27日，天津市在对国际航班入境服务保障闭环管理工作人员的例行新冠病毒核酸检测中发现4例阳性感染者。
6月28日，天津市疾控部门报告9名新冠病毒核酸检测阳性感染者，均系闭环管理人员，均为无症状感染者。
6月30日，天津市疾控部门报告2名本土新冠病毒核酸检测阳性感染者，均系闭环管理人员，均为无症状感染者。同日新增2例境外输入新冠肺炎确诊病例。
7月1日，天津市新增1例境外输入新冠肺炎确诊病例。
7月3日，天津市新增1例境外输入新冠肺炎确诊病例。
7月4日，天津市新增4例境外输入新冠肺炎确诊病例。
7月5日，天津市新增一例本土阳性感染者，为津南区一上海入境返津阳性感染者的密切接触者，属境外关联病例。当日天津新增5名本土新冠病毒核酸检测阳性感染者，均为新冠病毒无症状感染者。另外新增1例境外输入新冠肺炎确诊病例。
7月6日，天津新增4名本土新冠病毒核酸检测阳性感染者，其中，确诊病例1例，无症状感染者3例。上述4人均为管控人员。
7月7日，新增5例境外输入新冠肺炎确诊病例。
7月8日，新增1名本土新冠病毒核酸检测阳性感染者，为管控人员。另外新增3例境外输入新冠肺炎确诊病例。
7月9日，新增1名本土新冠病毒核酸检测阳性感染者，为管控人员。
7月10日，新增2例境外输入新冠肺炎确诊病例。
7月11日，新增4例境外输入新冠肺炎确诊病例（均为轻型，其中无症状感染者转归1例）。
7月12日，新增2例境外输入新冠肺炎确诊病例（均为轻型）。
7月13日，新增1例境外输入新冠肺炎确诊病例（轻型）。
7月14日，新增2例境外输入新冠肺炎确诊病例（均为轻型）。
7月15日，新增8例境外输入新冠肺炎确诊病例（均为轻型）。
7月16日，新增4例境外输入新冠肺炎确诊病例（均为轻型）。
7月17日，新增2例境外输入新冠肺炎确诊病例（均为轻型）。
7月18日凌晨，天津市新增2名新冠病毒阳性感染者，均为主动就医筛查发现。截至当日24时，天津市疾控部门报告11名新冠病毒核酸检测阳性感染者，其中，确诊病例4例，无症状感染者7例。当日新增4例境外输入新冠肺炎确诊病例（轻型3例，普通型1例，含无症状转归2例）。
7月19日，天津市在社会面筛查中检出6例阳性人员，南开区、河东区各3例。同日新增5例境外输入新冠肺炎确诊病例（均为轻型）。
7月20日，天津市疾控部门报告14名新冠病毒核酸检测阳性感染者，均为无症状感染者。同日新增1例境外输入新冠肺炎确诊病例（普通型）。
7月21日，天津市疾控部门报告10名新冠病毒核酸检测阳性感染者，均为无症状感染者。同日新增2例境外输入新冠肺炎确诊病例（轻型）。
7月22日，天津市疾控部门报告9名新冠病毒核酸检测阳性感染者，均为无症状感染者。同日新增5例境外输入新冠肺炎确诊病例（轻型，含无症状感染者转归1例）。
7月23日，天津市疾控部门报告3名新冠病毒核酸检测阳性感染者，均为无症状感染者。当日新增2例境外输入新冠肺炎确诊病例（轻型1例，普通型1例，含无症状感染者转归1例）。
7月24日，天津市疾控部门报告4名新冠病毒核酸检测阳性感染者，均为无症状感染者。当日新增2例境外输入新冠肺炎确诊病例（轻型1例，普通型1例）。
7月25日，天津市疾控部门报告2名新冠病毒核酸检测阳性感染者，均为无症状感染者。当日新增1例境外输入新冠肺炎确诊病例（轻型）。
7月27日，天津新增1名本土新冠阳性感染者，诊断为无症状感染者（该无症状感染者国家卫健委按7月26日新增计入）。当日报告3名新冠病毒核酸检测阳性感染者，均为无症状感染者。
7月28日，天津市疾控部门报告2名新冠病毒核酸检测阳性感染者，均为无症状感染者。当日新增1例境外输入新冠肺炎确诊病例。
7月29日，天津市疾控部门报告2名新冠病毒核酸检测阳性感染者，均为无症状感染者。
7月30日，天津在重点人群例行核酸筛查中发现1名新冠病毒核酸检测阳性感染者，为地铁安检员。截至下午18时，疾控部门在其隔离管控的密切接触者中筛查又发现4名阳性感染者，均为地铁安检员。之后又发现2例阳性感染者，均为无症状感染者，均在管控人员中发现。
7月31日，天津市市疾控部门报告1名新冠病毒核酸检测阳性感染者，为无症状感染者。当日新增2例境外输入新冠肺炎确诊病例（均为轻型，一例为无症状转归）。
8月1日，天津市疾控部门报告4名新冠病毒核酸检测阳性感染者，均为此前公布阳性感染者同住人员。
8月2日，天津市新增2例境外输入新冠肺炎确诊病例。
8月4日，天津市疾控部门报告1名新冠病毒核酸检测阳性感染者，为无症状感染者。
8月5日，天津市疾控部门报告1名新冠病毒核酸检测阳性感染者，为无症状感染者。
8月7日，天津市新增1例境外输入新冠肺炎确诊病例（轻型，无症状转归）。
8月8日，天津市疾控部门报告1名新冠病毒核酸检测阳性感染者，为无症状感染者。当日新增1例境外输入新冠肺炎确诊病例。
8月10日，天津市新增3例境外输入新冠肺炎确诊病例（均为轻型）。
8月11日，新增2例境外输入新冠肺炎确诊病例（均为无症状转归）。
8月15日，新增1例境外输入新冠肺炎确诊病例。
8月17日，新增11例境外输入新冠肺炎确诊病例（均为轻型，其中5例为无症状转归）。
8月18日，新增1例境外输入新冠肺炎确诊病例。
8月19日，新增4例境外输入新冠肺炎确诊病例（均为轻型）。
8月22日，新增21例境外输入新冠肺炎确诊病例（均为轻型，其中1例为无症状转归）。
8月24日，天津市报告新增2例本土新冠病毒核酸检测阳性感染者，均为确诊病例（轻型），新增4例境外输入新冠肺炎确诊病例。
8月25日，天津市疾控部门报告新增1例本土新冠病毒核酸检测阳性感染者，为无症状感染者。
8月26日，天津市疾控部门报告2名新冠病毒核酸检测阳性感染者，均为管控人员。当日新增2例境外输入新冠肺炎确诊病例。
8月27日，天津市疾控部门报告新增7例本土新冠病毒核酸检测阳性感染者，确诊病例2例（均为轻型），无症状感染者5例。当日新增2例境外输入新冠肺炎确诊病例。
8月28日0至16时， 天津市新增本土无症状感染者16例，西青区12例，南开区1例，河西区1例，津南区1例，河北区1例。新增感染者（待诊断）3例， 西青区、河西区和津南区各1例。
8月29日，天津市疾控部门报告新增51例本土新冠病毒核酸检测阳性感染者，确诊病例8例（均为轻型），无症状感染者43例。
8月30日，天津疾控部门报告新增57例本土新冠病毒核酸检测阳性感染者，确诊病例18例（均为轻型），无症状感染者39例。
8月31日，天津疾控部门报告新增34例本土新冠病毒核酸检测阳性感染者，确诊病例5例（均为轻型），无症状感染者29例。
天津全市中小学于9月1日起暂时实施线上教学。
9月1日，天津市疾控部门报告新增33例本土新冠病毒核酸检测阳性感染者，均为管控人员筛查发现。
9月2日，天津市疾控部门报告新增21例本土新冠病毒核酸检测阳性感染者，其中20例为管控人员筛查发现。其中确诊病例3例（轻型），无症状感染者18例。新增2例境外输入新冠肺炎确诊病例。
9月3日，天津市疾控部门报告新增22例本土新冠病毒核酸检测阳性感染者，确诊病例3例（均为轻型），无症状感染者19例。
9月4日，天津市疾控部门报告新增14例本土新冠病毒核酸检测阳性感染者，确诊病例2例（均为轻型），无症状感染者12例。
9月5日，天津市疾控部门报告新增12例本土新冠病毒核酸检测阳性感染者，均为管控人员，均为无症状感染者。
9月6日，天津市疾控部门报告新增7例本土新冠病毒核酸检测阳性感染者，均为管控人员，均为无症状感染者。新增4例境外输入新冠肺炎确诊病例（均为轻型）。
9月7日，天津市疾控部门报告新增3例本土新冠病毒核酸检测阳性感染者，其中2例为管控人员筛查发现。其中确诊病例1例（轻型），无症状感染者2例。新增新增1例境外输入新冠肺炎确诊病例（轻型）。
9月8日，天津市疾控部门报告新增5例本土新冠病毒核酸检测阳性感染者，均为管控人员。新增1例境外输入新冠肺炎确诊病例（轻型）。
9月9日，天津市疾控部门报告新增7例本土新冠病毒核酸检测阳性感染者，其中确诊病例2例（轻型），无症状感染者5例。新增3例境外输入新冠肺炎确诊病例（轻型）。
9月10日，天津市疾控部门报告新增6例本土新冠病毒核酸检测阳性感染者，均系管控人员筛查发现，其中确诊病例1例（轻型），无症状感染者5例。。新增1例境外输入新冠肺炎确诊病例（轻型）。
9月11日，天津市疾控部门报告新增4例本土新冠病毒核酸检测阳性感染者，其中确诊病例1例（轻型），无症状感染者3例，均为管控人员。
9月12日，天津市疾控部门报告新增2例本土新冠病毒核酸检测阳性感染者，均系管控人员筛查发现，均为无症状感染者。新增8例境外输入新冠肺炎确诊病例（均为轻型）。
9月13日，天津市疾控部门报告新增4例本土新冠病毒核酸检测阳性感染者，均系管控人员筛查发现，均为无症状感染者。
9月14日，天津市疾控部门报告新增11例本土新冠病毒核酸检测阳性感染者，其中确诊病例1例（轻型），无症状感染者10例。
9月15日，天津市疾控部门报告新增36例本土新冠病毒核酸检测阳性感染者，其中确诊病例9例（轻型），无症状感染者27例。新增2例境外输入新冠肺炎确诊病例（均为轻型）。
9月16日，天津疾控部门报告新增45例本土新冠病毒核酸检测阳性感染者，其中确诊病例5例（轻型），无症状感染者40例。新增2例境外输入新冠肺炎确诊病例。
9月17日，天津市疾控部门报告新增28例本土新冠病毒核酸检测阳性感染者，均为无症状感染者。新增3例境外输入新冠肺炎确诊病例（均为轻型）。
9月18日，天津市疾控部门报告新增26例本土新冠病毒核酸检测阳性感染者，其中确诊病例8例（均为轻型），无症状感染者18例。
9月19日，天津市疾控部门报告新增18例本土新冠病毒核酸检测阳性感染者，其中确诊病例3例（均为轻型），无症状感染者15例。新增1例境外输入新冠肺炎确诊病例（均为轻型）。
9月20日，天津市疾控部门报告新增11例本土新冠病毒核酸检测阳性感染者，其中确诊病例3例（均为轻型），无症状感染者8例。
9月21日，天津市疾控部门报告新增11例本土新冠病毒核酸检测阳性感染者，其中确诊病例1例（轻型），无症状感染者10例。新增1例境外输入新冠肺炎确诊病例（轻型）。
9月22日，天津市疾控部门报告新增11例本土新冠病毒核酸检测阳性感染者，其中确诊病例1例（轻型），无症状感染者10例。
9月23日，天津市疾控部门报告新增6例本土新冠病毒核酸检测阳性感染者，其中确诊病例3例（轻型），无症状感染者3例。
9月24日，天津市疾控部门报告新增12例本土新冠病毒核酸检测阳性感染者，均为管控人员。
9月25日，天津市疾控部门报告新增19例本土新冠病毒核酸检测阳性感染者，均为管控人员。其中确诊病例3例（均为轻型），无症状感染者16例。
9月26日，天津市疾控部门报告新增42例本土新冠病毒核酸检测阳性感染者，其中确诊病例4例（均为轻型），无症状感染者38例。新增3例境外输入新冠肺炎确诊病例。
9月27日，天津市疾控部门报告新增55例本土新冠病毒核酸检测阳性感染者，其中确诊病例8例（均为轻型），无症状感染者47例。新增3例境外输入新冠肺炎确诊病例。天津本轮疫情主要集中在2个大片区，一是梅江灯饰家居广场关联疫情，累计报告阳性感染者252例；二是滨海新区关联疫情。
9月28日，天津市疾控部门报告新增39例本土新冠病毒核酸检测阳性感染者。
9月29日，天津市疾控部门报告新增72例本土新冠病毒核酸检测阳性感染者。其中确诊病例11例（均为轻型），无症状感染者61例。72例感染者中，1例为非管控人员，71例为管控人员。
9月30日，天津市报告新增27例本土新冠病毒核酸检测阳性感染者，均为管控人员筛查发现。其中确诊病例3例（均为轻型），无症状感染者24例。新增1例境外输入新冠肺炎确诊病例（轻型）。
10月1日，天津市疾控部门报告新增29例本土新冠病毒核酸检测阳性感染者，均为管控人员筛查发现。其中确诊病例3例（均为轻型），无症状感染者26例。
10月2日，天津疾控部门报告新增21例本土新冠病毒核酸检测阳性感染者，均为管控人员筛查发现。其中确诊病例1例（轻型），无症状感染者20例。
10月3日，天津市疾控部门报告新增19例本土新冠病毒核酸检测阳性感染者，其中，外省返津感染者10例（均为抵津后即闭环转运至隔离管控），市内感染者9例，为管控人员筛查发现。其中确诊病例1例（轻型），无症状感染者18例。新增4例境外输入新冠肺炎确诊病例（均为轻型）。
10月4日，天津市疾控部门报告新增59例本土新冠病毒核酸检测阳性感染者，其中确诊病例2例（轻型），无症状感染者57例。新增1例境外输入新冠肺炎确诊病例（轻型）。
10月5日，天津疾控部门报告新增60例本土新冠病毒核酸检测阳性感染者，其中确诊病例3例（轻型），无症状感染者57例。
10月6日，天津市疾控部门报告新增15例本土新冠病毒核酸检测阳性感染者，其中确诊病例4例（轻型），无症状感染者11例。
10月7日，天津市疾控部门报告新增8例本土新冠病毒核酸检测阳性感染者，均为无症状感染者。新增2例境外输入新冠肺炎确诊病例（均为轻型）。
10月8日，天津市疾控部门报告新增4例本土新冠病毒核酸检测阳性感染者，均为无症状感染者。新增3例境外输入新冠肺炎确诊病例（均为轻型，其中1例为无症状转归）。
10月9日，天津市新增1例境外输入新冠肺炎确诊病例（轻型）。
10月10日，天津市疾控部门报告新增7例本土新冠病毒核酸检测阳性感染者，均为无症状感染者。新增2例境外输入新冠肺炎确诊病例（均为轻型）。
10月11日，天津市疾控部门报告新增4例本土新冠病毒核酸检测阳性感染者，均为无症状感染者。新增2例境外输入新冠肺炎确诊病例（均为轻型）。
10月12日，天津市疾控部门报告新增1例本土新冠病毒核酸检测阳性感染者，为新冠肺炎确诊病例（轻型）。新增2例境外输入新冠肺炎确诊病例（均为轻型）。
10月13日，天津市疾控部门报告新增7例本土新冠病毒核酸检测阳性感染者，均为管控人员，均为无症状感染者。新增2例境外输入新冠肺炎确诊病例（均为轻型）。
10月14日，天津市疾控部门报告新增7例本土新冠病毒核酸检测阳性感染者，均为无症状感染者。新增6例境外输入新冠肺炎确诊病例（均为轻型）。
10月15日，天津市疾控部门报告新增9例本土新冠病毒核酸检测阳性感染者，均为无症状感染者。新增4例境外输入新冠肺炎确诊病例（均为轻型）。
10月16日，天津市疾控部门报告新增16例本土新冠病毒核酸检测阳性感染者，均为管控人员筛查发现，均为无症状感染者。
10月17日，天津市疾控部门报告新增8例本土新冠病毒核酸检测阳性感染者，均为管控人员发现，均为无症状感染者。新增3例境外输入新冠肺炎确诊病例（均为轻型）。
10月18日，天津市疾控部门报告新增9例本土新冠病毒核酸检测阳性感染者，均为无症状感染者。
10月19日，天津市疾控部门报告新增30例本土新冠病毒核酸检测阳性感染者，均为管控人员筛查发现。其中确诊病例3例（均为轻型），无症状感染者27例。新增3例境外输入新冠肺炎确诊病例（均为轻型）。
10月20日，天津市疾控部门报告新增59例本土新冠病毒核酸检测阳性感染者，均为管控人员筛查发现。其中确诊病例6例（均为轻型），无症状感染者53例。
10月21日，天津市疾控部门报告新增56例本土新冠病毒核酸检测阳性感染者，均为管控人员筛查发现。其中确诊病例3例（均为轻型），无症状感染者53例。
10月22日，天津市疾控部门报告新增54例本土新冠病毒核酸检测阳性感染者。其中确诊病例4例（均为轻型），无症状感染者50例。新增2例境外输入新冠肺炎确诊病例。
10月23日，天津疾控部门报告新增41例本土新冠病毒核酸检测阳性感染者，均为管控人员筛查发现。其中确诊病例3例（均为轻型），无症状感染者38例。新增2例境外输入新冠肺炎确诊病例。
10月24日，天津市疾控部门报告新增39例本土新冠病毒核酸检测阳性感染者，均为管控人员筛查发现。其中确诊病例3例（均为轻型），无症状感染者36例。新增4例境外输入新冠肺炎确诊病例。
10月25日，天津疾控部门报告新增20例本土新冠病毒核酸检测阳性感染者，均为管控人员筛查发现，其中确诊病例4例（均为轻型），无症状感染者16例。
10月26日，天津疾控部门报告新增7例本土新冠病毒核酸检测阳性感染者，其中确诊病例1例（轻型），无症状感染者6例。
10月27日，天津市疾控部门报告新增7例本土新冠病毒核酸检测阳性感染者，其中确诊病例1例（轻型），无症状感染者6例。新增1例境外输入新冠肺炎确诊病例（轻型）。
10月28日，天津市疾控部门报告新增20例本土新冠病毒核酸检测阳性感染者，其中确诊病例3例（轻型），无症状感染者17例。新增4例境外输入新冠肺炎确诊病例（轻型）。
10月29日，天津市疾控部门报告新增24例本土新冠病毒核酸检测阳性感染者，均为无症状感染者。新增1例境外输入新冠肺炎确诊病例（轻型）。截至10月29日，天津市已有30名感染者关联沧州明珠商贸城的传播链。滨海新区曾到访过河北省沧州市明珠商贸城的感染者因故意隐瞒涉疫重点场所旅居史，被公安机关立案侦查。
10月30日，天津市宝坻区疫情防控指挥部通报，两人曾到访河北省沧州市明珠商贸城的人员返回天津后违反防疫规定引发病毒传播，公安机关已对两人立案调查。

### 病例相关事件

#### 天津动车客运段聚集性疫情
截至1月24日晚8时，北京局集团下属天津动车客运段相继发生4个病例。其后天津动车客运段已对所有车间进行了终末消毒，并采取全面封控措施。

#### 天津港口医院聚集性发热案例
2月6日17时，天津港口医院ICU护士长在岗期间自觉发烧，其女儿也有发热症状以及其科室主任有宝坻区流行病学史，医院专家结合会诊意见，按照疑似新冠肺炎病人进行处理并通知该患者所在科室全员立即进行体温监测，发现5名医护人员和一名住院病人有发热症状。滨海新区疫情防控指挥部立即组成处置小组，封闭了在同一楼层的门急诊和住院楼，并重点隔离ICU病区，对各封闭区域进行消毒处理。2月6日至15日，发热人员多次接受核酸检测，检测结果均显示为阴性。2月15日，天津港口医院发热人员及相关留观人员解除隔离。

## 相关措施

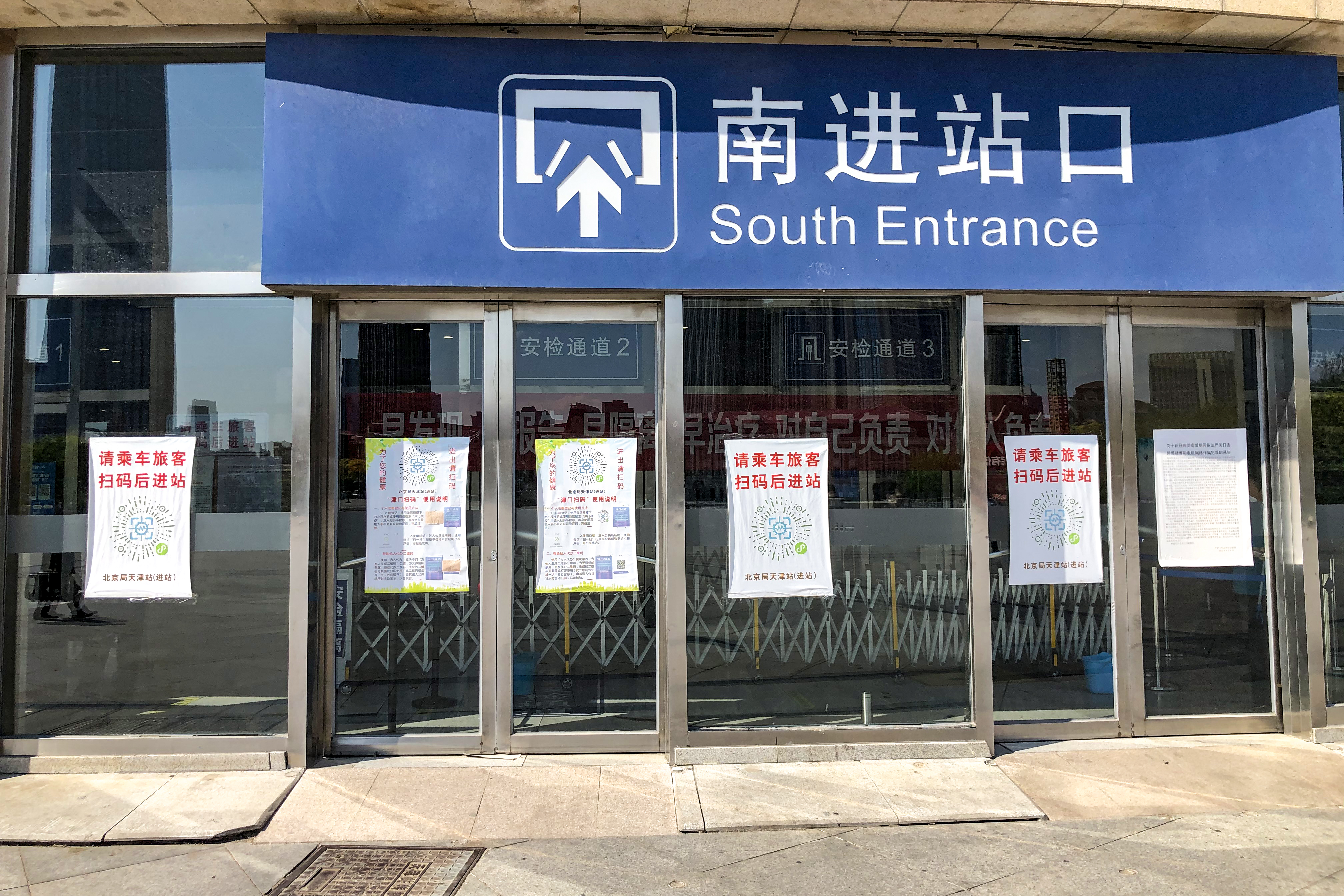
天津市自2020年2月17日起在公共场所开展“津门战疫”扫码行动

2020年1月27日起，天津暂停所有省际长途客运及旅游包车进出。
2月3日，天津市对所有购买发热、咳嗽药品的顾客实施登记报告制度。
2月6日，天津市新型冠状病毒感染的肺炎疫情防控工作指挥部发布《关于进一步加强疫情防控期间居民小区管理的通告》，明确全市居民小区实施封闭式管理。
而在疫情高发的宝坻区，当地区委区政府制定了疫情防控的方案，其中包括在社区和村庄提高封闭标准，如一个村庄或社区出现两例新冠肺炎确诊病例，即禁止任何人出入，严禁在小区里任何人员流动，同时有专班专人提供服务保障。另外，对宝坻区通往农村地区的主要路口实施双向交通管控，并在24个主路口、高速公路、国省道和36条乡村道路采取了不同等级的管控措施。
2月14日，天津市人民代表大会常务委员会审议通过《天津市人民代表大会常务委员会关于依法做好新型冠状病毒肺炎疫情防控工作切实保障人民群众生命健康安全的决定》，对严格执行佩戴口罩、自觉遵守就医、出行等规定做出要求，规定了自觉接受调查、监测、医学观察、隔离治疗等防控措施，如实提供个人有关信息。《决定》亦加大在疫情管控期间对相关违法犯罪行为的处罚力度，对有隐瞒病史、重点地区旅行史、与患者或疑似患者接触史和逃避隔离治疗、医学观察等行为，除依法追究相应法律责任外，还应当将其失信信息归集到信用信息共享平台。同日，天津市人大常委会亦通过了《天津市人民代表大会常务委员会关于禁止食用野生动物的决定》，规定禁止在天津市食用野生动物，成为新冠肺炎疫情期间首个禁食野生动物的省级法规。
2月17日起，天津市在公共场所开展“津门战疫”扫码行动。所有机关企事业单位、各类公共场所以及公共交通工具管理者或营业者，须通过微信搜索打开“津门战疫”小程序，按照提示要求，输入必要信息后，系统生成独有小程序码，在场所进出口、上下车明显部位进行张贴，并安排专门人员引导、辅助无操作条件人员进行登记。
2020年4月30日零时起，天津市新冠肺炎疫情防控突发公共卫生事件响应级别由一级调整为二级，6月6日起再次下调至三级。
2021年1月9日起，天津市各宗教活动场所暂停对外开放，暂停集体宗教活动。
2021年12月26日，天津市疫情防控指挥部决定，2022年1月1日至3月15日，天津市对所有外地来返津人员实行查验48小时内核酸阴性证明制度。
2022年1月8日起，天津市所有校外教育培训机构（学科类及非学科类）、职业培训机构、成人培训机构、托管服务机构暂停任何形式的线下培训服务、托管服务。1月9日7时起，天津全市范围分批次开展全员核酸检测。
1月9日，天津市津南区辛庄镇林锦花园24号楼划定为高风险地区，另有多地划定为中风险地区。天津市疫情防控指挥部发布通告，市民群众非必要不离津，确需离津的，自1月10日起须持有48小时内核酸检测阴性证明和健康码绿码，同时实施离津审批报备制度。
1月12日，受津南区聚集性疫情影響，天津市人大和政协兩會推迟召开。
2月27日12时起，因天津市疫情防控原因，天津机场始发航班全部取消。
3月1日，因空港经济区内的雅苑足道（空港店）出现多例确诊病例，未按规定执行亮扫码、测温、戴口罩、消杀等各项防控措施，该店负责人因涉嫌妨害传染病防治罪被立案侦查，依法追究法律责任。同时由市场监管部门吊销其营业执照。
3月13日，天津推遲2022年普通高考英语第一次考试及春季高考、高职升本科文化考试。
5月15日，天津全市范围开展一次全员核酸检测。
5月21日，天津再次开展全员核酸检测，並且全市市民当天在居住地保持原地相对静止。5月23日起，天津市暂停实施机动车尾号限行及外埠、区域号牌小客车高峰限行措施。
5月29日開始，天津地铁多个车站恢复运营。
9月16日，天津全市开展核酸检测。
9月26日18:30开始，滨海新区全域（经开区微电子园、逸仙园，华苑片区等飞地除外）实施全域静态管理。
12月2日起，天津地鐵取消72小时核酸证明查验。

## 争议
随着天津市滨海新区于2020年11月发现新的本地确诊病例后，一份来自非正常渠道的《关于天津市泰达医院报告一例新冠肺炎阳性检测病例的初步调查报告》开始在社交媒体传播，里面记录了确诊病例杨某和其家人的详细家庭住址、手机号等信息，以及杨某近14天全部行程，包括他在不同场合接触过的人的姓名和手机号码等。而杨某的朋友赵明（化名）与杨某接触的细节，包括赵明的住址和手机号也在其中，导致赵明的手机不断有陌生人的来电。赵明也认为此次疫情暴露出来当事人身份信息遭泄露的问题，应该得到重视。
2022年9月7日，天津河东区向阳楼一名1岁的女婴被感染病毒，在9月3日、4日的连续筛查中并未参加检测，而9月7日天津市没有开展全域核酸检测，该女婴当日即被确诊，系唯一一个非管控人员筛查发现的患者。经调查，9月8日凌晨，孩子的母亲吴静（化名）核酸检测结果呈阳性，为无症状感染者，其没有参加9月4日的全域核酸筛查，原因是当天她开始发病，没有下楼也没有去发热门诊排查。9月7日，其女儿被确诊，翌日母亲和丈夫均被确诊。母亲吴静则对自己的侥幸心理表示悔恨。
2022年9月下旬，有网民在网上传播“10月1日开始天津市全部静默3天”“相当于封城天津”“天津不许进也不让出”等消息，天津官方表示此消息是谣言。

## 外部連結
- 坚决打赢疫情防控攻坚战 （页面存档备份，存于） - 天津市卫生健康委员会